# Formbügeln
Der Artikel Formbügeln beschäftigt sich mit der Formung von Schnittteilen und halbfertigen Kleidungsstücken, um passgerechte Maßkleidung anzufertigen. Dieser Arbeitsgang heißt in der Schneiderei Dressur. 
In der Maßschneiderei wurden ursprünglich, mit wenigen Ausnahmen, alle Schnittteile dressiert.
Es handelte sich, je nach Stoffart, um schwere körperliche Arbeit. Der Zweck der Dressur war es, den immer geraden Stoff körper- und verarbeitungsgerecht zu formen. Dazu benötigte man Bügeleisen, Tutscher, Wasser und Körperkraft.
Heute wird nur noch wenig dressiert, vor allem in der feinen Herrenschneiderei ist es noch gebräuchlich. Gründe für die Vereinfachung dieses Arbeitsganges dürften hauptsächlich die Kosten sowie auch fehlende Gesellen sein, verbunden mit einer Abnahme der Kundenansprüche. Allerdings sollte heute ein hochwertiges Konfektionsteil im Wesentlichen dem Aussehen eines maßgearbeiteten Teils entsprechen. Naturmaterialien lassen sich in Form bügeln, es eignen sich dafür nicht die heutigen Mikro- und andere Hightech-Stoffe.

## Dressur der Hose
Dressiert wurden Vorder- und Hinterhose, vor dem Zusammennähen.
Hosenteile wurden Naht auf Naht dressiert, die späteren Brüche durften dabei nicht eingebügelt werden, die Dressur erfolgte von links. 
Die Vorderhose wurde vom Saum nach oben, bis in Höhe der Kniestiche eindressiert, das heißt, das spätere Knie wurde deutlich nach hinten, zur Schritt- und Seitennaht zurückdressiert, der Saum leicht vorgezogen, was in etwa der Form des Schienbeins entspricht. Das Knie wurde nicht geformt, da es beim Tragen ohnehin ausbeult.
Die Hinterhose wurde, bis zur halben Kniehöhe nach hinten, also zum Bruch, ausgezogen, dann zum Knie hin wieder eingezogen, so dass die Form der Wade entsprach. Vom Knie bis zur Kreuznaht sollte die Hose flach liegen, um die Nähte nicht auszudehnen. In Höhe der Kreuznaht wurde die Hose vom Knie nach hinten gezogen und rund auslaufen gelassen. Die fertig dressierte Hinterhose weist eine deutliche Ausbuchtung in Höhe der Wade aus, eine erkennbare Einkehlung in Höhe des Knies und einen deutlichen Zug in Richtung Hinterbacken, wo sie, anatomisch korrekt, rund ausläuft.

## Dressur der Weste
Das Westenvorderteil wurde schwach dressiert, hinter dem Brustabnäher dressierte man das Armloch stark ein, bügelte es deutlich kurz, was eine Rundung über der Brust ergab. In Höhe der Taille bügelte man es kurz, um es zur Hüfte hin weit auslaufen zu lassen.

## Dressur der Saccoteile
Der Rücken des Saccos wurde in Höhe des Ärmelloches sehr kurz gebügelt, und zwar nur dort, die übrig bleibende Weite ließ man als Bewegungsweite auf dem Schulterblatt. Die Achselnaht wurde leicht halbrund nach innen geformt, so dass ein Bogen nach innen von der Achselnaht am Ärmelloch zur hinteren Mitte verlief, die Mehrweite kam dem Schulterblatt zugute. Zur Taille hin wurde das untere Teil halbrund nach außen, zur Seitennaht hin geformt, in etwa zwei Dritteln der Höhe wurde ein starker Bogen zur Taille gebügelt. Von der Taille zum Ärmelloch sollte das Teil nicht ausgedehnt werden. Entsprechend dressierte man die Rückenmittelnaht gegen, das heißt rund nach innen, von der Taille zum Kragen, Mehrweite auf die Schulterblätter, Hüftbogen im unteren Teil nach außen, um dem Gesäß Platz zu verschaffen.
Das Seitenteil erhielt eine leichte Dressur zur Taille, das Ärmelloch wurde kurz gehalten, um Falten aus Überweite, wie sie heute üblich sind, zu verhindern.
Das Vorderteil erhielt die stärkste Dressur. Man dressiert nach Schließung des Brustabnähers und nachdem der Taschenschnitt fixiert ist.
Der Abstich wurde nicht dressiert. Dann wurde vom Taschenschitt nach oben die Brust stark eindressiert, bis in Höhe des Armloches, ohne den Reversbruch zu berühren.
Anschließend wurde das Ärmelloch im unteren Drittel kurz gebügelt, die Mehrweite wurde zur Brust hin rundgelegt, sie ergab die Weite, um in der Bewegung über den Rippenbogen ausreichend Platz zu lassen. Die Seitenteilnaht wurde zur Taille hin kurz gehalten, nach unten im oberen Drittel rund nach außen gezogen, um den Hüftbogen einzuarbeiten. Dies entspricht der Form des Seitenteiles. Geschickte Gesellen glichen Vorderteil und Seitenteil bei der Dressur ab, um keine Mehrlänge einzudressieren.
Das Besetzen wurde in der unteren Hälfte nicht dressiert, ab Drehpunkt etwa zog man es stark nach außen, das ergab die notwendige Weite, um das Revers sauber abrollen zu lassen.
Zur Dressur gab man reichlich Wasser auf die Teile, Druck, Hitze und Feuchtigkeit machen Fasern formbar, bei Beachtung der Schrägzüge, diagonal zu den waagerecht und senkrecht verlaufenden Fäden des Gewebes erhielt man zusammen mit der Fixierung durch die Nähte eine dauerhafte Form, die Maßkleidung deutlich von Konfektion, die ansatzweise durch Automaten dressiert ist, unterschied.
Um die Arbeit einschätzen zu können, muss man wissen, dass eine Hand das Bügeleisen von etwa 5 Kilogramm führte, während mit der anderen Hand der Stoff vom Bügeleisen weg gezogen wurde, bei schweren Tuchen erforderte diese Arbeit Körperkraft und Schnelligkeit. Die Arbeit musste zügig vorangehen, um die Schnittteile nicht zu versengen. Bei leichten Stoffen war die Gefahr zu sengen sehr groß. Lehrlinge konnten nicht zur Dressur eingesetzt werden, da 14-jährige früher nicht groß und stark genug dafür waren. Man vertraute seinerzeit erst Lehrlingen im dritten Lehrjahr Saccos zur Dressur an.